# Joop Zijlaard
Joop Zijlaard (Reeuwijk, 29 oktober 1943) is een voormalige Nederlandse gangmaker op de derny en een Rotterdamse horecaondernemer.
Zijlaard begon in 1970 als gangmaker op de wielerbaan van Ahoy Rotterdam. Hij reed als gangmaker met verschillende nationale en internationale wielervedetten, waaronder Joop Zoetemelk, Gerrie Knetemann, Gianni Bugno, Francesco Moser, Erik Zabel en Peter Schep. Matthé Pronk verbeterde achter de brede rug van Zijlaard in 2004 het werelduurrecord achter de derny. Zijlaard won als gangmaker vele Nederlandse en Europese titels. Bij het publiek is Zijlaard populair om zijn manier van rijden: in de finale van de wedstrijd motiveert hij zijn renner vaak met een karakteristieke armbeweging. Hij reed zijn laatste rondje op 5 januari 2013 tijdens de Zesdaagse van Rotterdam.
Volgens eigen zeggen heeft Joop Zijlaard zijn succes als ondernemer voor een groot deel te danken aan de wielersport. Veel toeschouwers van Ahoy op zondag gingen na afloop eten bij Joop in de Gouden Snor. Later opende hij brasserie Kaat Mossel. Joop Zijlaard is initiatiefnemer voor een onderscheiding voor verdienstelijke Rotterdammers, de Gouden Mossel.
Zijlaard is de schoonvader van Leontien Zijlaard-van Moorsel die getrouwd is met Michael Zijlaard. Zijn andere zoon, Ron Zijlaard, is ook actief als gangmaker. Zijn kleinzoon Maikel Zijlaard is een professioneel wielrenner en zijn kleindochter Nicky Zijlaard is een voormalig wielrenster.